# Amblyeleotris
Amblyeleotris Bleeker, 1874 è un genere di pescei d'acqua salata appartenente alla famiglia Gobiidae.

## Descrizione
I pesci del genere Amblyeleotris presentano un corpo molto allungato, dalla sezione quasi cilindrica, poco compresso ai fianchi. La testa ha occhi grandi e sporgenti e grande bocca obliqua. Le pinne pettorali sono ampie e robuste, di forma ovaloide. Sono presenti due ampie pinne dorsali che sovrastano quasi totalmente la lungbhezza del dorso; la pinna anale è speculare alla seconda dorsale. La pinna caudale è tondeggiante o allungata. La livrea varia secondo la specie, ma tendenzialmente è bianco-gialla con grandi fasce verticali bruno-rossastre. 

Le dimensioni variano dai 4 cm di Amblyeleotris ellipse ai 25 cm di Amblyeleotris fontanesii.

## Distribuzione e habitat
Tutte le specie sono diffuse nell'oceano Pacifico e in quello Indiano, dove vivono in acque poco profonde di lagune coralline, scogliere o banchi sabbiosi, spesso in associazione con altre specie congeneri.

## Acquariofilia

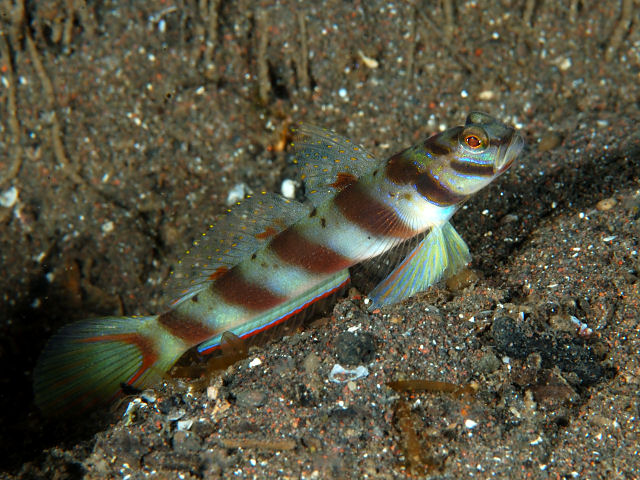
Amblyeleotris diagonalis

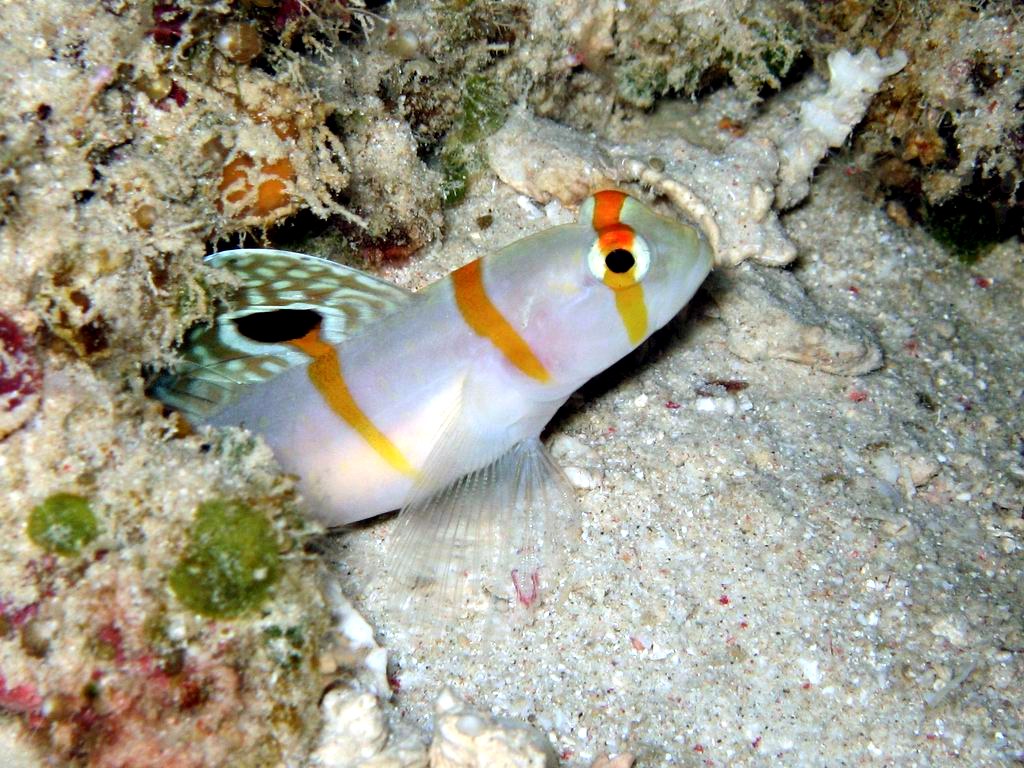
Amblyeleotris randalli

Alcune specie (Amblyeleotris aurora, Amblyeleotris periophthalma, Amblyeleotris randalli e Amblyeleotris wheeleri) sono allevate in acquario da appassionati per le piccole dimensioni e la bellezza delle loro livree.

## Specie
Il genere comprende 38 specie :
- Amblyeleotris arcupinna
- Amblyeleotris aurora
- Amblyeleotris bellicauda
- Amblyeleotris biguttata
- Amblyeleotris bleekeri
- Amblyeleotris callopareia
- Amblyeleotris cephalotaenius
- Amblyeleotris delicatulus
- Amblyeleotris diagonalis
- Amblyeleotris downingi
- Amblyeleotris ellipse
- Amblyeleotris fasciata
- Amblyeleotris fontanesii
- Amblyeleotris guttata
- Amblyeleotris gymnocephala
- Amblyeleotris harrisorum
- Amblyeleotris japonica
- Amblyeleotris latifasciata
- Amblyeleotris macronema
- Amblyeleotris marquesas
- Amblyeleotris masuii
- Amblyeleotris melanocephala
- Amblyeleotris morishitai
- Amblyeleotris neglecta
- Amblyeleotris neumanni
- Amblyeleotris novaecaledoniae
- Amblyeleotris ogasawarensis
- Amblyeleotris periophthalma
- Amblyeleotris randalli
- Amblyeleotris rhyax
- Amblyeleotris rubrimarginata
- Amblyeleotris steinitzi
- Amblyeleotris stenotaeniata
- Amblyeleotris sungami
- Amblyeleotris taipinensis
- Amblyeleotris triguttata
- Amblyeleotris wheeleri
- Amblyeleotris yanoi